# Streptosyllis varians
Streptosyllis varians är en ringmaskart som beskrevs av Webster och Benedict 1887. Streptosyllis varians ingår i släktet Streptosyllis och familjen Syllidae. Arten har ej påträffats i Sverige. Inga underarter finns listade i Catalogue of Life.